# Euxoa nevadensis
Euxoa nevadensis är en fjärilsart som beskrevs av Corti 1928. Euxoa nevadensis ingår i släktet Euxoa och familjen nattflyn. Inga underarter finns listade i Catalogue of Life.